# USS John C. Stennis (CVN-74)
L’USS John C. Stennis (CVN-74) est un porte-avions polyvalent américain à propulsion nucléaire, faisant partie de la classe Nimitz. Il est le quatrième porte-avions de la sous-classe Theodore Roosevelt, et fait partie des 11 porte-avions géants de l'US Navy.
Le porte-avions tient son nom d'un sénateur fédéral démocrate de l'État du Mississippi, John C. Stennis (1901-1995), qui était un fervent partisan de la marine. Le fait que Stennis soit originaire d'un État sudiste valut au porte-avions le surnom de « Johnny Reb » (en référence à la guerre de Sécession).
La devise du navire, Peace through strength (La paix grâce à la force), provient d'un discours du président Ronald Reagan sur le projet de construction du nouveau navire. Dans son discours, il qualifie le sénateur John C. Stennis d'« intransigeant défenseur du concept de la paix grâce à la force ».

## Construction

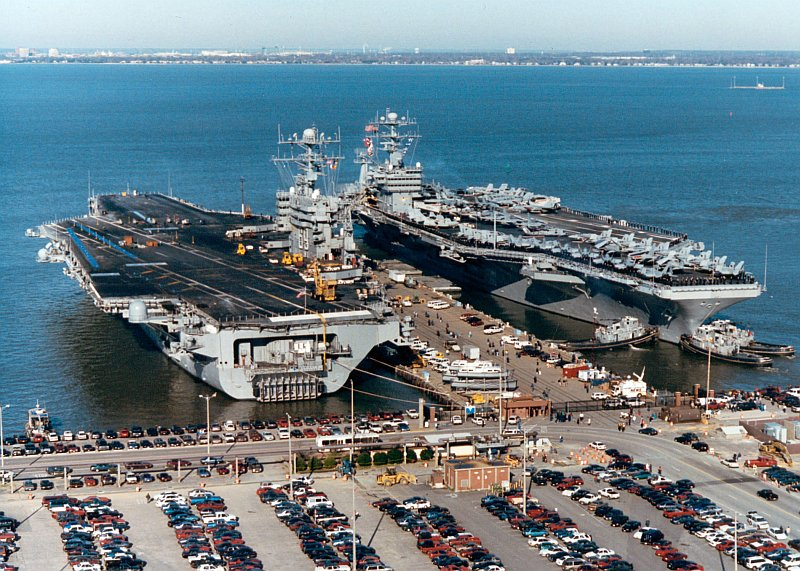
L' (à g.) et le Stennis (à dr.), au départ pour son voyage inaugural (Norfolk, 1998).

La commande a été passée le 29 mars 1988 au Newport News Shipbuilding de Newport News, en Virginie, sous la désignation CVN-74. La quille est mise en chantier le 13 mars 1991, et la construction du navire coûtera au total l'équivalent de 3,5 milliards de dollars (cours de 1988). Il est inauguré le 11 novembre 1993, en présence du vice-président Al Gore et de Margaret Stennis-Womble (la fille de Stennis), puis entre en service actif le 9 décembre 1995, rattaché à la base navale de Norfolk. Ses deux ancres proviennent de l'USS Forrestal (navire radié de la marine en 1993).

## Historique

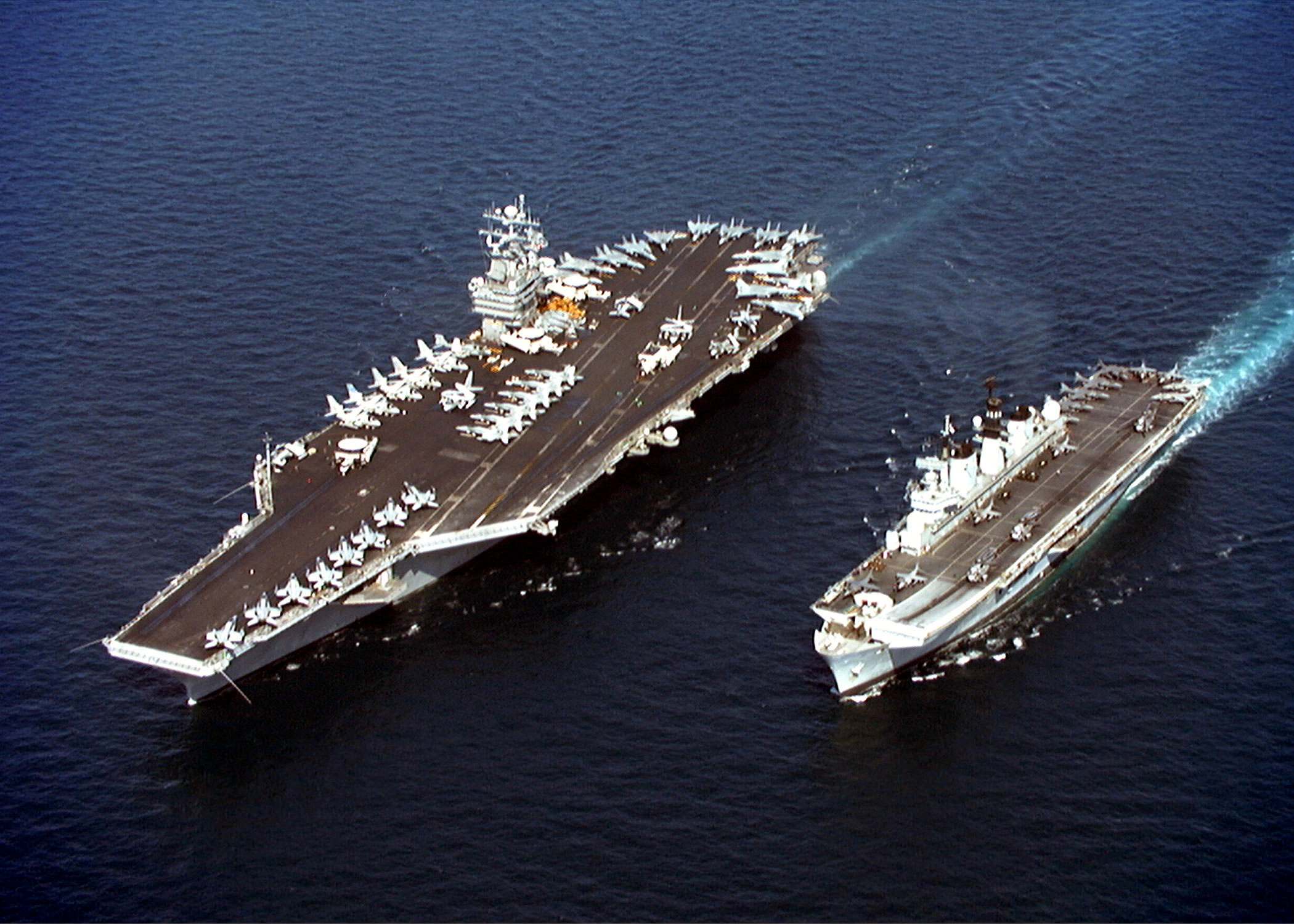
Le Stennis, croisant avec le dans le golfe Persique (avril 1998).

Le Stennis quitta Norfolk le 11 mars 1998 pour son premier déploiement, en direction du golfe Persique. Il arriva sur place 11 jours plus tard, et participera à renforcer la No Fly zone. Il fit ensuite route vers l'océan Indien le 19 juillet, et fit escale en Australie et à Hawaï. Il retourna ensuite à son nouveau port d'attache, San Diego, le 26 août 1998.
Le 16 avril 1999, il entame une session d'exercices de routine. Le 30 novembre 1999, il exécutait des manœuvres au large de la Naval Air Station North Island (San Diego), dans des eaux peu profondes. Du limon vint s'accumuler dans la prise de captage d'eau de mer, source qui alimente le système de condensation de vapeur d'eau des générateurs nucléaires. Les deux réacteurs ont dû être arrêtés (un par l'équipage, l'autre automatiquement) pendant 45 minutes. Le bâtiment fut remorqué à son port d'attache et y stationna deux jours, pour maintenance. Le nettoyage des circuits de vapeur coûta environ 2 millions de dollars.

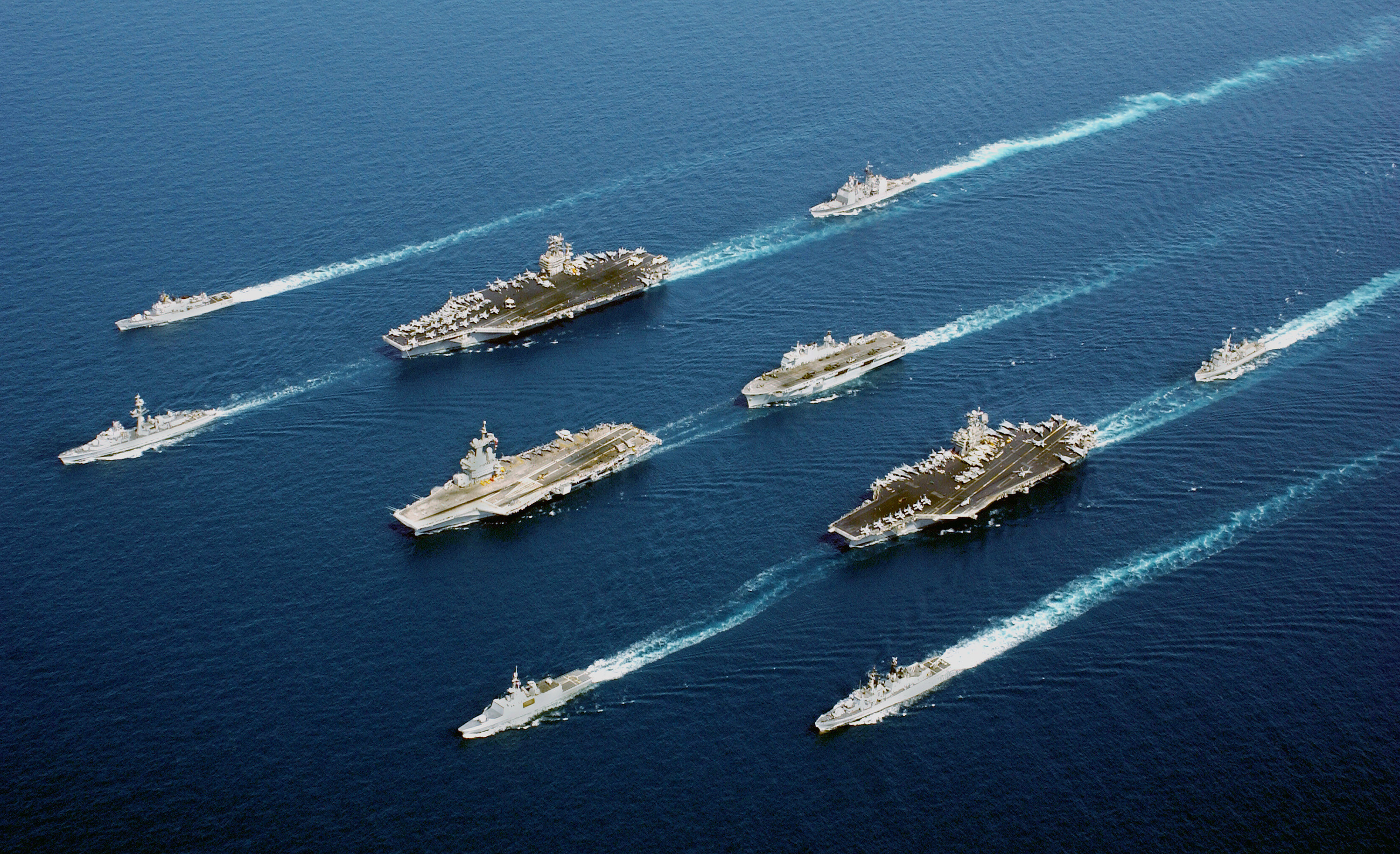
Déploiement de bâtiments de guerre issus de 5 nations différentes, dans le cadre de l'opération en. On remarquera notamment la présence, aux côtés du Stennis, du Charles de Gaulle (mer d'Oman, avril 2002).

Il repartira pour son second déploiement le 7 janvier 2000, en soutien de la No Fly zone. Il fit escale en Corée du Sud, à Hong Kong, en Malaisie, à Bahreïn, aux Émirats arabes unis, et rentra à son port d'attache le 3 juillet 2000. Le 21 mai 2001 lors d'une escale à Hawaï, il est utilisé par les studios Disney comme lieu de la première du film Pearl Harbor (2001). Il quitta San Diego le 12 novembre 2001, pour son troisième déploiement dans le golfe Persique, en soutien de la guerre d'Afghanistan. Il rentra le 28 mai 2002.
Du 24 mai au 1er novembre 2004, il prit part aux exercices du Northern Edge 2004 dans le golfe d'Alaska, aux exercices du Rim of the Pacific Exercise au large de Hawaï, et à divers exercices avec l'USS Kitty Hawk au large du Japon, et mena quelques escales au Japon, en Malaisie et en Australie. Le 8 janvier 2005, il quitta San Diego pour son nouveau port d'attache, Bremerton, et le 19 janvier, il fut mis en cale sèche pour subir sa première remise à niveau (Planned Incremental Availability). Il participa à divers exercices de décembre 2005 à novembre 2006.

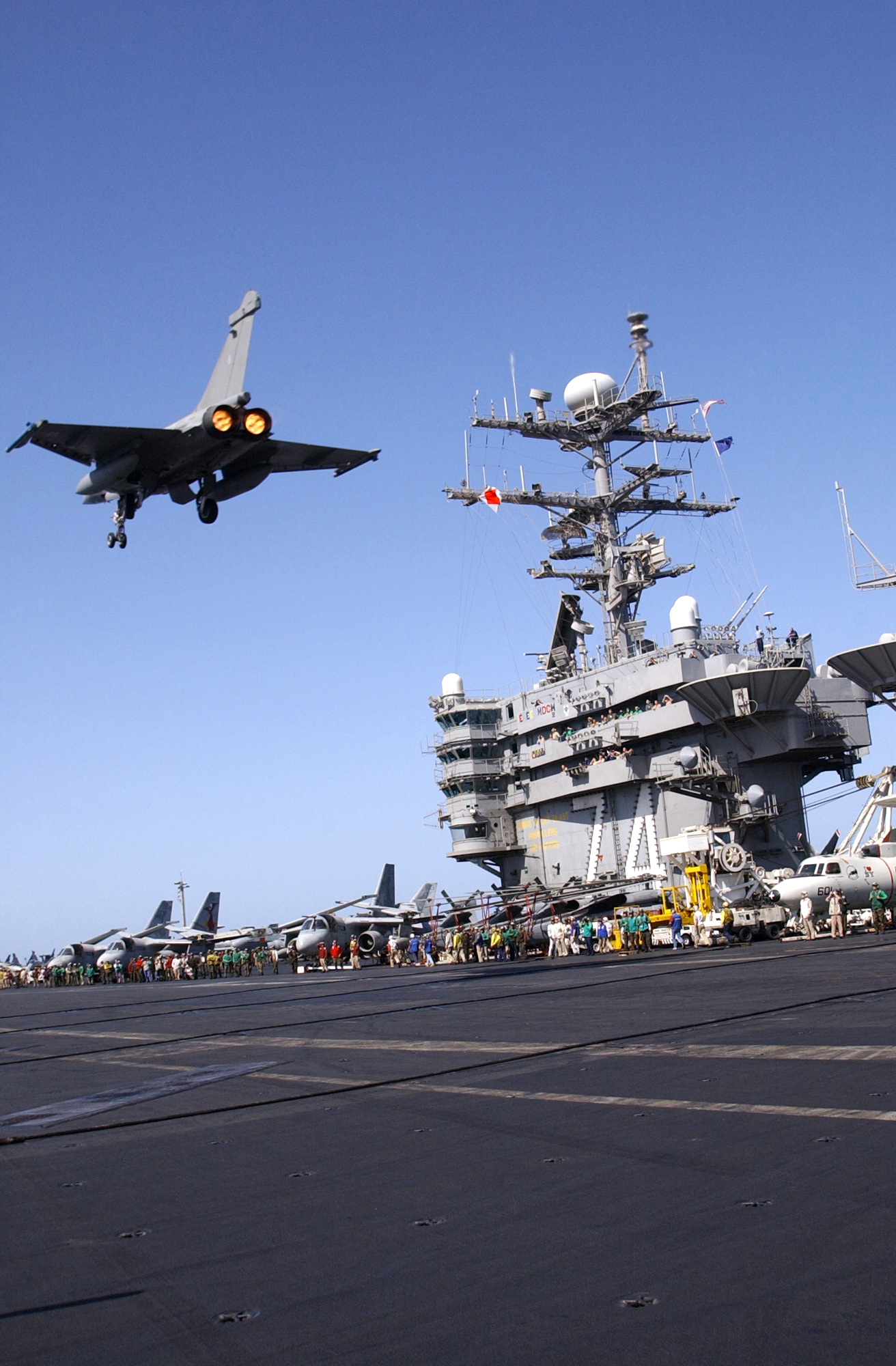
Vue de l'îlot du Stennis. Un Rafale survole le pont du navire.

Son quatrième déploiement eut lieu dans le golfe Persique. Il quitta Bremerton le 20 janvier 2007 et il arriva sur place le 19 février, aux côtés de l'USS Dwight D. Eisenhower. Ce fut la première fois depuis 2003 que deux groupes aéronavals se retrouvaient simultanément dans cette région du globe.
Le 23 mai 2007, le Stennis et huit autres navires de guerre (dont l'USS Nimitz) traversèrent le détroit d'Ormuz. Ce fut l'un des plus grands mouvements maritimes depuis 2003. Le Stennis retourna à Bremerton le 31 août 2007.
Le Stennis subit sa deuxième Dock Planned Incremential Availability le 28 septembre 2007. Le revêtement du pont d'envol fut retiré et remplacé par un nouveau revêtement, les systèmes électroniques ont subi de lourdes remises à niveau, et le département de maintenance électronique a été modernisé, pour être capable de prendre en charge les futurs hélicoptères MH-60. Le navire repartira en mer pour une croisière de tests de 5 jours, le 24 mars 2008. La remise à niveau aura coûté 240 millions de dollars.
Le Stennis quitta Bremerton le 23 septembre 2008 pour une croisière d'entraînement de deux mois, au large de la Californie du Sud, en préparation d'un déploiement de 7 mois dans le Pacifique Ouest, qui démarra le 13 janvier 2009.

## Groupe aéronaval duStennis
Le Stennis fait partie du groupe aéronaval Carrier Strike Group 3 (CSG-3) et transporte les escadrons qui composent le Carrier Air Wing 9 (CVW-9). Il est le navire amiral du CSG-3 et le siège du commandant du Destroyer Squadron 21.

### Escadrons du CVW-9

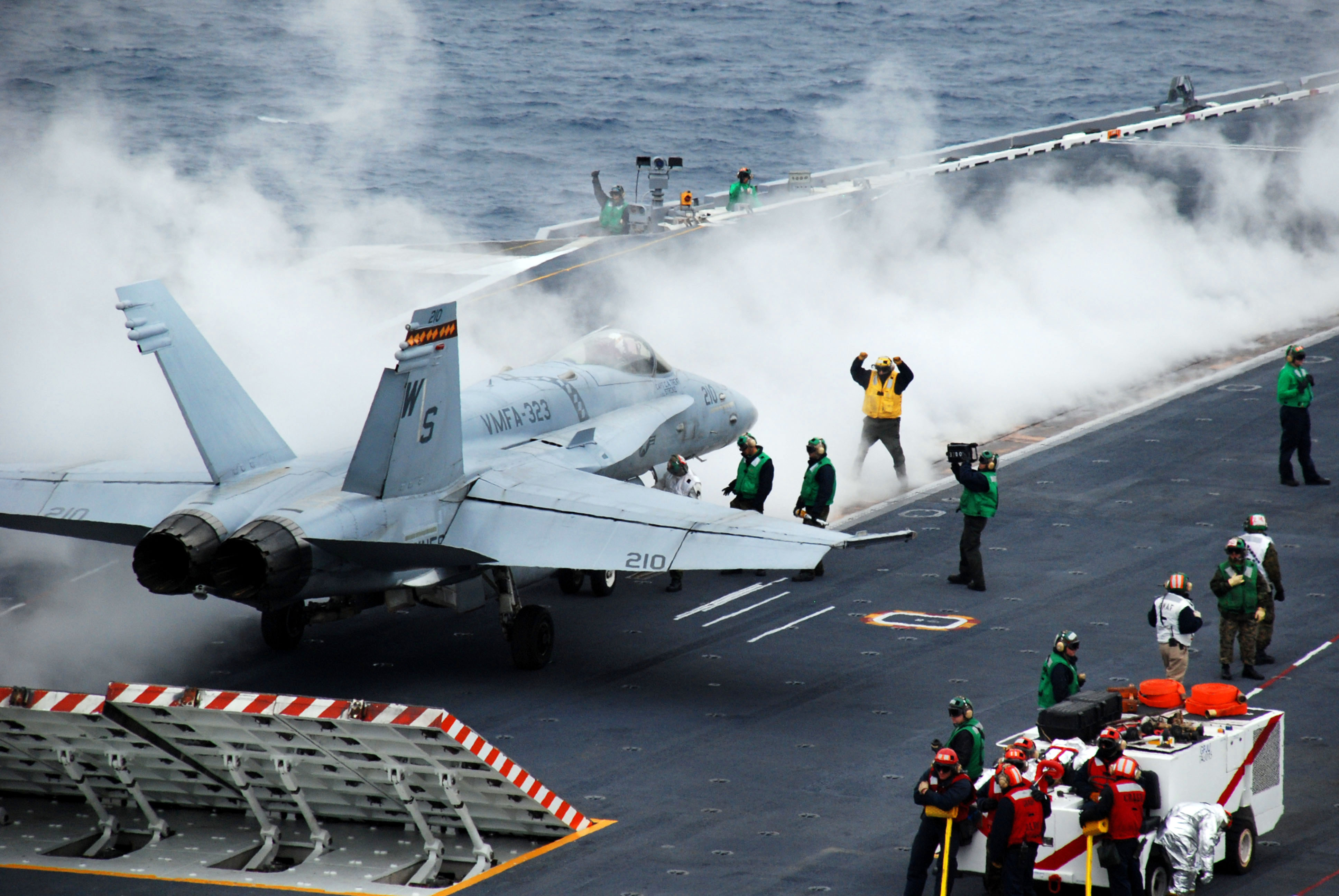
Un F/A-18 du VMFA-323 “Death Rattlers”.

Le parc aérien du Stennis est, dans les années 2000, constitué d'environ 84 aéronefs :
- Quatre escadrons d'attaque et d'assaut F/A-18 Hornet :
  - Strike Fighter Squadron (VFA-97) “Warhawks” sur F/A-18C Hornet
  - Strike Fighter Squadron 192 (VFA-192) “Golden Dragons” sur F/A-18C Hornet
  - Strike Fighter Squadron 41 (VFA-41) “Black Aces” sur F/A-18F Super Hornet
  - Strike Fighter Squadron 14 (VFA-14) “Tophatters” sur F/A-18E Super Hornet
- Un escadron de Grumman EA-6 Prowler Electronic Attack Squadron 133 (VAQ-133) “Wizards” (contre-mesure électronique)
- Un escadron de E-2 Hawkeye Carrier Airborne Early Warning Squadron 112 (VAW-112) “The Golden Hawks” (AWACS)
- Un escadron de Seahawk Helicopter Sea Combat Squadron 8 (HSC-8) “Eightballers” (hélicoptères ASM)
- Un escadron de Seahawk Helicopter Maritime Strike Squadron 71 (HSM-71) “Raptors” (hélicoptères ASM et hélicoptères de combat de surface)
- Une flotte de soutien logistique Grumman C-2 Greyhound et UC-12 Super King Air Fleet Logistics Support Squadron 30 (VRC-30) “Providers” Det.4

### Navires du DESRON-21
Le DESRON est composé des bâtiments suivants :
- USS Chung-Hoon (DDG 93) ;
- USS Decatur (DDG 73) ;
- USS Gridley (DDG 101) ;
- USS Milius (DDG 69) ;
- USS Paul Hamilton (DDG 60) ;
- USS Spruance (DDG 111) ;
- USS Stockdale (DDG 106) ;
- USS William P. Lawrence (DDG 110).

## Insigne du navire
L'insigne du Stennis a été créé grâce aux efforts combinés de plusieurs membres d'équipage, du Stennis Center for Public Serve, du John S. Stennis Space Center et de l'United Senate Historian. Les couleurs dominantes sont le rouge, le blanc, le bleu et l'or, les mêmes couleurs que celles du drapeau des États-Unis et du pavillon de la Navy. La bordure extérieure, reprise d'une des versions du sceau du Sénat des États-Unis, représente l'unité de l'équipage. Les quatre bandes dorées et les huit nœuds représentent respectivement les quatre décennies (41 ans) de service du sénateur et les huit présidents qu'il a servi, de Harry S. Truman à Ronald Reagan. Les sept étoiles dans le bord bleu représentent ses sept mandats au Sénat et caractérisent le numéro du navire (il est le septième de sa classe).
L'aigle et le bouclier dorés sont inspirés de l'aigle et du bouclier du sceau du Sénat. Les vingt étoiles du bouclier représentent le vingtième État des États-Unis, le Mississippi, d'où est originaire John C. Stennis. Les éclairs que tient l'aigle dans ses serres représentent le rôle de projection de puissance du navire. Les rayons de lumière qui émanent du bouclier, qui représentent l'émergence de la nouvelle nation des États-Unis (sur le sceau du Sénat), représentent ici l'émergence de 25 projets aéronavals majeurs, développés durant les mandats du sénateur. Parmi ces projets, nous pouvons citer tous les porte-avions du Forrestal au Harry S. Truman, ainsi que les avions du F-4 Phantom au F/A-18 Hornet. L'aigle représente également l'importance qu'endossait Stennis au Sénat, où certains de ses collègues le surnommait “the soaring eagle” (« l'aigle montant », équivalent à l'expression française l'étoile montante).
Le navire lui-même est représenté sur l'insigne, avec la devise de la Navy : Honneur, Courage et Responsabilités (Honor, Courage & Commitment). L'insigne a été présenté à Margaret Stennis Womble (la fille du sénateur) et à John Hampton Stennis (la femme du fils du sénateur) pour approbation, et elles donneront leur aval en 1995.

## LeStennisdans la culture
- Transformers 2 : La Revanche est un film américain de science-fiction dont l'une des séquences a été filmée sur ce porte-avions, en novembre 2008[11].
- NCIS : Enquêtes spéciales : quelques épisodes de la saison 5 ont été tournés sur une reproduction du Stennis, bateau sous le pseudonyme de Seahawk. Anthony DiNozzo y est envoyé en mission lors du démantèlement de l'équipe de Leroy Jethro Gibbs par le directeur Leon Vance.
- Ultime Décision est un film américain de 1996 réalisé par Stuart Baird avec Kurt Russell et Steven Seagal, 4 F-14 Tomcat sont catapultés pour abattre un Boeing 747, le vol 343.
- L'USS Stennis sert de cadre à un épisode de NCIS Los Angeles (saison 4 épisode 10) sous le nom fictif d'USS Van Buren CVN-82 (malgré le marquage 81 dans la première séquence du film).
- Pacific Rim est un film de science-fiction de 2013 où une courte séquence le montre transportant un Kaijū.
- Dans le roman de Tom Clancy Dette d'honneur, le John Stennis tient un rôle dans un conflit entre les États-Unis et le Japon. Il est délibérément endommagé par un destroyer japonais lors d'un exercice, puis participe par la suite à une opération de représailles.
- Digital Combat Simulator est un simulateur de combat aérien, le CVN-74 y est reproduit depuis la sortie du DCS: F/A-18C Hornet en Juin 2018.
- GeoFS est un simulateur de vol dans lequel le CVN-74 apparaît. C'est le seul porte-avions de la simulation et des brins d'arrêt dynamiques permettent aux avions disposant d'une crosse d'apponter.

#### Articles
- (en) www.cvn74.navy.mil/home.html – site officiel de l'US Navy sur l'USS John C. Stennis
- (en) www.navysite.de/cvn/cvn74.html – article NavySite.de
- (en) www.uscarriers.net/cvn74history.htm – article U.S. Carriers.net
- (en) www.globalsecurity.org/military/agency/navy/batgru-74.htm – article GlobalSecurity.org

#### Galeries
- (en) www.maritimequest.com – galerie MaritimeQuest
- (en) www.navsource.org/archives/02/74.htm – galerie NavSource Naval History
- (en) www.marcsteinmetz.com/pages/stennis/estennis_minis.html – galerie Marc Steinmetz